# Єркін (Саркандський район)
Єркі́н (каз. Еркін) — село у складі Саркандського району Жетисуської області Казахстану. Входить до складу Карабогетського сільського округу.
У радянські часи село називалось Жданово або Бригада №1.
Населення — 146 осіб (2021; 134 у 2009, 210 у 1999, 64 у 1989).